# (3261) Tvardovskij
(3261) Tvardovskij ist ein ungefähr elfeinhalb Kilometer großer Asteroid des äußeren Hauptgürtels, der am 22. September 1979 vom russischen, damals sowjetischen, Astronomen Nikolai Stepanowitsch Tschernych am Krim-Observatorium (Zweigstelle Nautschnyj) auf der Halbinsel Krim (IAU-Code 095) entdeckt wurde. Er gehört zur Koronis-Familie, einer Gruppe von Asteroiden, die nach (158) Koronis benannt ist.

## Benennung
(3261) Tvardovskij wurde nach dem bekannten sowjetischen Dichter und Poeten Alexander Trifonowitsch Twardowski (1910–1971) benannt. Als Name wurde die englische Transkription des Familiennamens – Tvardovskij (im russischsprachigen Original „Твардовский“) – verwendet. Die Benennung erfolgte am 2. April 1988.